# Carlos Morstadt
Carlos Alberto Morstadt Picasso (27 de octubre de 1990) es un equitador chileno. Representa al Club Deportivo Universidad Católica. Entre sus logros se cuentan el premio como Mejor Deportista Ecuestre del año 2011 entregado por el Círculo de Periodistas Deportivos de Chile. Compitió por Chile en los Juegos Panamericanos de 2011; en la competencia por equipos quedó en quinto lugar junto a Samuel Parot, Rodrigo Carrasco y Tomás Couve. Ese resultado permitió al representativo de su país clasificarse a los Juegos Olímpicos de Londres 2012.

## Palmarés
- Súper Liga de la Federación Ecuestre de Chile (1): 
  - Carlos Morstadt en "Embrujo", 2011.[6]

### Distinciones
- Mejor Deportista ecuestre Círculo de Periodistas Deportivos de Chile: 2011[3]
- Mejor Deportista ecuestre CDUC: 2011[7]